# Himertosoma forticauda
Himertosoma forticauda là một loài tò vò trong họ Ichneumonidae.